# Juan de Solís (escultor)
Juan de Solís (Villahermosa, Ciudad Real, 1577-Madrid, 1623) fue un escultor español del siglo XVII que desarrolló su actividad artística en Andalucía y Castilla.

## Biografía y obra

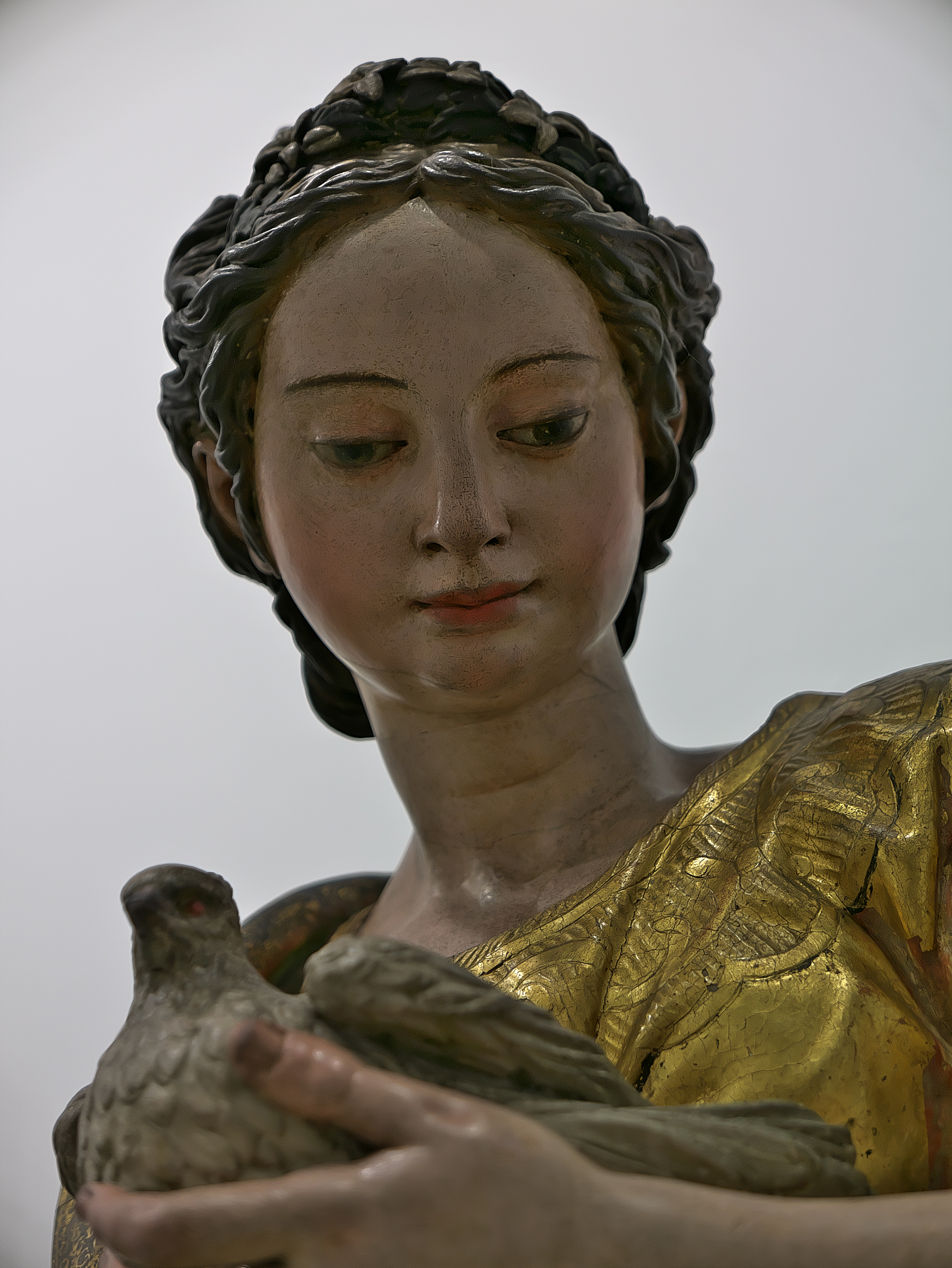
Virtud de la Prudencia (1618)

Inició su aprendizaje artístico bajo la tutela de su padre, el también escultor Sebastián de Solís, más tarde se trasladó a Sevilla, donde fue discípulo de Juan Martínez Montañés con quien trabajó entre 1617 y 1618 en el monasterio cartujo de Santa María de las Cuevas.
Estuvo bajo la protección del obispo de Cuenca Andrés Pacheco, realizó durante esta etapa diferentes obras artísticas destinadas a la ciudad de Lerma por encargo del Duque de Lerma. Otras por diferentes encargos de Cuenca y La Puebla de Montalbán.
En 1620 se había establecido en Madrid como capellán del Duque de Uceda, el nuevo valido del rey Felipe III. Sin embargo esta etapa fue corta y el mismo valido cayó en desgracia a la muerte del rey, siendo sustituido por el Conde Duque de Olivares.
Entre sus obras, podemos citar las figuras de las cuatro virtudes cardinales que esculpió para coronar el retablo del coro de legos del monasterio cartujo de Santa María de las Cuevas, las cuales tras la desamortización pasaron al Museo de Bellas Artes de Sevilla en el que se encuentran expuestas.